# Gerhard Waschewski
Gerhard Waschewski (* 12. Januar 1929 in Königsberg; † 9. März 2009) war ein deutscher Diplomat. Er war Botschafter der DDR in den Niederlanden, in Norwegen und Island.

## Leben
Waschewski, Sohn eines Arbeiters, besuchte zunächst die Handelsschule und studierte dann Slawistik an der Universität Rostock. Zwischen 1950 und 1952 absolvierte er ein Studium der Außenpolitik an der Deutschen Verwaltungsakademie in Forst Zinna.
Ab 1952 war er Angehöriger des Diplomatischen Dienstes der DDR. Von 1954 bis 1957 war er Kulturattaché in Prag, von 1957 bis 1961 Mitarbeiter im Ministerium für Auswärtige Angelegenheiten der DDR (MfAA). Von 1961 bis 1966 fungierte er als Zweiter bzw. Erster Sekretär der Botschaft in Jugoslawien. Von 1966 bis 1967 leitete er das Ministerbüro im MfAA. Von 1967 bis 1971 war er stellvertretender Leiter der Handelsvertretung der DDR in Wien. Von 1971 bis 1975 wirkte er als Sektorenleiter bzw. als stellvertretender Leiter der Abteilung Westeuropa im MfAA. Von 1975 bis 1981 war er Botschafter der DDR in den Niederlanden, von 1984 bis 1989 Botschafter in Norwegen und zweitakkreditiert in Island.
Waschewski war Mitglied der SED. Er starb im Alter von 80 Jahren.

## Auszeichnungen
- Verdienstmedaille der DDR
- Vaterländischer Verdienstorden in Bronze (1978)